# 迪士尼海洋電氣化鐵路
迪士尼海洋電氣化鐵路（日语：ディズニーシー・エレクトリックレールウェイ）是東京迪士尼海洋的一條2英尺6英寸（762毫米）窄軌電氣化鐵路，於2001年9月4日啓用。迪士尼海洋電氣化鐵路是東京迪士尼度假區的兩座鐵路遊樂設施之一，另一條為東京迪士尼樂園的西部沿河鐵路。

## 概要
迪士尼海洋電氣化鐵路是東京迪士尼度假區內唯二的鐵路游樂設施之一（另一個為位於東京迪士尼樂園的西部沿河鐵路），接載遊客往來美國海濱及發現港，為帶有兩卡車廂的仿古紅色列車。
除了車站為單線設計，鐵路路線均為雙線運行，使列車可以同時雙向行駛。當同時有多輛列車在鐵路上行駛，列車可能需要在雙線軌道上等候停靠在車站的列車完成上落客。
有意思的是在東京迪士尼樂園開幕時，日本《鐵道事業法》規定適用於所有停靠多於一個車站的鐵路上（包括私人土地上的鐵路），故此遊園火車亦會被列管，後來西部沿河鐵路採用循環線設計以避免違法。不過相關法規於1987年4月1日廢除，因此迪士尼海洋電氣化鐵路也得以在符合當地法規的同時，連接東京迪士尼海洋的多個園區。
迪士尼海洋電氣化鐵路由特佳麗多美贊助，也有推出相關玩具。

## 車站

### 美國海濱站
美國海濱站是史高治百貨公司上方的一個單線高架車站，車站入口位於史高治百貨公司的地面層。

### 發現港站
發現港站是位於發現港的一個單線高架車站。